# (100080) 1992 RY6
(100080) 1992 RY6 es un asteroide perteneciente al cinturón de asteroides, descubierto el 2 de septiembre de 1992 por Eric Walter Elst desde el Observatorio de La Silla, Chile.